# Газопровід Угорщина-Австрія
Газопровід Угорщина — Австрія (Hungaria-Austria-Gasleitung, HAG) — інтерконектор, який з'єднав газові мережі Австрії та Угорщини.  
Трубопровід, введений в дію у 1996 році, проклали з метою посилення стійкості газозабезпечення Угорщини, яка до того мала лише одне джерело поставок через Україну. Крім того, після лібералізації європейського газового ринку він надав доступ до найбільшого в Східній Європі газоторгівельного майданчику в Баумгартен-ан-дер-Марч.  
Довжина угорської ділянки трубопровода склала 71 км. Він виконаний в діаметрі 700 мм та має пропускну здатність 12,1 млн.м3 на день (4,4 млрд.м3 на рік). На території Угорщини від під'єднаний до газопроводу Будапешт – Дьєр, крім того, завершена в 2000 році перемичка довжиною 57 км та діаметром 400 мм сполучає основну трасу інтерконектора з відгалуженням від трубопроводу Адоні – Nagylengyel. 
Певний час газопровід працював із неповним завантаженням, проте з 2008 року завдяки сприятливим цінам на спотовому ринку його роль почала зростати. У 2009-му цим шляхом надійшло 20% від імпорту газу до Угорщини, а в 2011-му – вже 35%. Станом на 2012 рік поставки по маршруту Австрія — Угорщина були обмежені лише пропускною здатністю трубопровода.